# 路氏無耙喉盤魚
路氏無耙喉盤魚，為輻鰭魚綱鱸形目喉盤魚亞目喉盤魚科的其中一種，發現於西印度洋莫三比克南部海域，體長可達2.1公分，屬底棲性魚類，生活在潮間帶。